# Maleconazo
A revolta de agosto de 1994, ou Maleconazo, foi um protesto contra as políticas do governo em Cuba. Ocorreu em 5 de agosto de 1994.

## Eventos

### Plano de fundo
Cuba havia entrado em crise econômica por causa do recente colapso da União Soviética e por consequencia do COMECON e do antigo embargo americano. Muitos cidadãos começaram a tentar sair do país. Alguns até começaram a roubar barcos para fugir. O confronto começou quando a polícia começou a prender barcos para impedir o roubo.

### Tumultos
A raiva dos manifestantes causada pelo Período Especial em Cuba foi despejada em vandalismo e violência, alguns até começaram a atirar. Muitos hotéis foram danificados, a polícia e membros do partido comunista foram chamados para dispersar a multidão.  Centenas de manifestantes foram às ruas em Havana, alguns cantando "Libertad!" ( "liberdade!" em espanhol) A polícia acabou dispersando todos eles.

### Consequências
Após os protestos, muitos cubanos tentaram fugir da ilha. Mais de 35.000 deixaram, muitos usando jangadas para flutuar da ilha para os Estados Unidos . O presidente dos EUA, Bill Clinton, promulgou a política de "pés secos, pés molhados"  como reação ao êxodo. Fidel Castro veio a apoiar o êxodo, vendo aqueles que saíam como contra-revolucionários.